# Bill Anschell

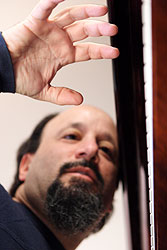
Bill Anschell

Bill Anschell (* in Seattle, Washington) ist ein US-amerikanischer Jazzpianist, Komponist, Autor und Musikproduzent.

## Leben und Wirken
Bill Anschell wuchs im Raum Seattle auf, studierte am Oberlin College und bis 1982 an der Wesleyan University, wo er Kompositionsstunden bei Bill Barron hatte und Südindische Musik bei T. Ranganathan studierte. Später lebte er drei Jahre in Madison, Wisconsin, wo er mit dem Bassisten Richard Davis arbeitete. Von 1989 bis 2002 arbeitete er in Atlanta als Bandleader und Koordinator der Southern Arts Federation; daneben trat er mit seinem Trio im Südosten der Vereinigten Staaten auf. 1995 erschien sein Debütalbum Rhythm Changes; 2001 war er Composer-in-residence des American Composers Forum. Seit 2002 lebt er wieder in Seattle.
Im Laufe seiner Karriere arbeitete Anschell unter anderem mit Lionel Hampton, Nnenna Freelon, Tierney Sutton, Russell Malone, Russell Gunn oder Ron Carter. Seine Kompositionen fanden Verwendung auf Freelons Grammy-nominierten Album Shaking Free (Concord Records) sowie auf ihrem CBS-Alben Heritage und Listen. Daneben schrieb er Kompositionen für die Fernsehserien The West Wing, Damages, The Wire sowie für den Soundtrack des PBS-Spielfilms Old Settler. Anschell ist außerdem Autor von Jazz in the Concert Setting und Who Can I Turn To?. Er war auch Produzent des Radioprogramms JazzSouth, das 1992–2002 lief. Gegenwärtig (2018) spielt er im Quartett des Flügelhornisten Dmitri Matheny.

## Diskografische Hinweise
- Rhythm Changes (Consolidated Artists, 1995)
- A Different Note All Together (Accurate Records, 1998)
- When Cooler Heads Prevail (Summit Records, 2001)
- More to the Ear Than Meets the Eye (Origin Records, 2006)
- We Couldn't Agree More (2009)
- Shifting Standards(2020), mit Jeff Johnson, D'Vonne Lewis
- Improbable Solutions (2024)